# Соединение додекаэдра и икосаэдра
| Первая звёздчатая форма икосододекаэдра | Первая звёздчатая форма икосододекаэдра |
| --------------------------------------- | --------------------------------------- |
|                                         |                                         |
| Тип                                     | Соединение                              |
| Диаграммы Коксетера — Дынкина           | ∪                                       |
| Ядро                                    | икосидодекаэдр                          |
| Выпуклая оболочка                       | Ромботриаконтаэдр                       |
| Индекс                                  | W47                                     |
| Многогранники                           | 1 икосаэдр 1 додекаэдр                  |
| Грани                                   | 20 треугольников 12 пятиугольников      |
| Рёбра                                   | 60                                      |
| Вершин                                  | 32                                      |
| Группы симметрии                        | икосаэдральная (Ih)                     |

Соединение додекаэдра и икосаэдра  — это многогранник, который можно рассматривать либо как звёздчатую форму, либо как соединение.

## Как соединение
Многогранник можно рассматривать как соединение икосаэдра и додекаэдра. 
Это одно из четырёх соединений, которые строятся из правильного многогранника или 
тела Кеплера — Пуансо и его двойственного.
Многогранник имеет икосаэдральную симметрию (Ih) и ту же компоновку вершин, что и ромботриаконтаэдр.
Его можно рассматривать как трёхмерный эквивалент соединения двух пятиугольников ({10/2} «декаграмма»).
Эта серия продолжается на четвёртое измерение как соединение стодвадцатиячейника и шестисотячейника и 
в более высокие размерности как соединение гиперболических замощений.
| Додекаэдр и его двойственный многогранник икосаэдр | Пересечение обоих тел является икосододекаэдром, а их выпуклая оболочка является ромботриаконтаэдром. |

## Как звёздчатая форма
Этот многогранник является первой звёздчатой формой икосододекаэдра и приведён в 
списке моделей Венниджера под номером 47.
Грани образования хвёхдчатой формы

## Как огранка
Соединение додекаэдра и икосаэдра имеет те же самые вершины, что и ряд других многогранников, включая ромботриаконтаэдр и малый триамбический икосаэдр.

## В популярной культуре
В фильме Трон (1982), персонаж Бит берёт этот многогранник, когда не говорит.
В мультипликационной серии Вселенная Стивена (2013-2019) защитный пузырь Стивена, кратко используемый в эпизодеe «Измени мнение», имеет такую форму.

## Смотрите также
- Звёздчатый октаэдр
- Соединение куба и октаэдра
- Соединение малого звёздчатого додекаэдра и большого додекаэдра
- Соединение большого звёздчатого додекаэдра и большого икосаэдра[англ.]